# Božena Slančíková-Timrava
Božena Slančíková-Timrava, vlastním jménem Božena Slančíková, pseudonymy Timrava, Teta z Polichna (pseudonym Timrava pochází ze jména studánky v okolí Políchna; 2. října 1867, Polichno, Uhersko – 27. listopadu 1951, Lučenec, Československo) byla slovenská spisovatelka-prozaička a dramatička.

## Životopis
Narodila se v rodině evangelického faráře Pavla Slančíka (1833–1909), který byl spoluzakladatelem Matice slovenské a Evou roz. Honétzy (1847–1923). Měla deset sourozenců (její bratr Bohuslav, evangelický farář, byl jejím dvojčetem), ze kterých se šest dožilo dospělého věku (Pavel, Irena, Božena a Bohuslav 1867–1951, Izabela Čečetková 1870–1948 a Mária 1879–1957), a mnozí z nich byli později literárně činní. 
Vzdělání získala nejprve ve svém rodišti, potom ji učil otec, v Banské Bystrici ukončila 4. třídu měšťanské školy. Nevdala se, kvůli tomu pak měla po celý život existenční problémy. Ačkoliv se neustále snažila osvobodit od rodiny, její pokusy najít si práci nebyly příliš úspěšné. Krátce byla společnicí vdovy v Dolním Kubíně, později se stala v Martině kurátorkou sbírek Slovenského národního muzea, ale vydržela tam také jen krátce. V roce 1909 se přestěhovala do Ábelové k bratrovi na faru. Pokusila se ještě stát se pošťačkou, ale nevyšlo jí to stejně jako snaha Eleny Maróthy-Šoltésové uvést ji jako profesionální spisovatelku. Nakonec se stala učitelkou v mateřské škole, až se v roce 1945 odstěhovala k příbuzným do Lučence.

### Tvorba
Ačkoliv žila v ústraní od center společenského a kulturního dění, její literární a kulturní obzory rozšiřovala jak její rodina, tak i setkání s Kolomanem Banšelem, národovkyní Emou Goldpergerovou a Olgou Petianovou (matkou Štefana Krčméryho). Začínala vydáváním rukopisného časopisu Ratolesť, který vydávala společně se svojí sestrou Irenou. Do dnešních dob se z něj zachovalo jen jedno jediné číslo – kde přispěla povídkou Na vrchoch . Mezi její první díla patří satirické verše, ale později se věnovala hlavně románům a povídkám, sporadicky i divadelním hrám. Ve svých dílech podávala dokonalý popis lidí a jejich mentality, vlastností i smýšlení, kritizovala soudobé politické a národnostní problémy a nijak se nerozpakovala kritizovat i v té době hlavní myšlenkové proudy nebo praktiky běžného vesnického života. Příběhy zasazovala většinou do venkovského nebo maloměstského prostředí svého rodného kraje a mnohé z nich jsou založeny na jejích vlastních zkušenostech a příbězích z jejího života. Do roku 1896 uveřejňovala svá díla jen v periodikách, později vydávala samostatná knižní díla. Ačkoliv se v jejích dílech často vyskytoval jako hlavní motiv láska, nikdy se k ní nestavěla sentimentálně, ale spíše poukazovala na vypočítavost, čímž se odlišovala od předešlé slovenské prózy.

## Dílo

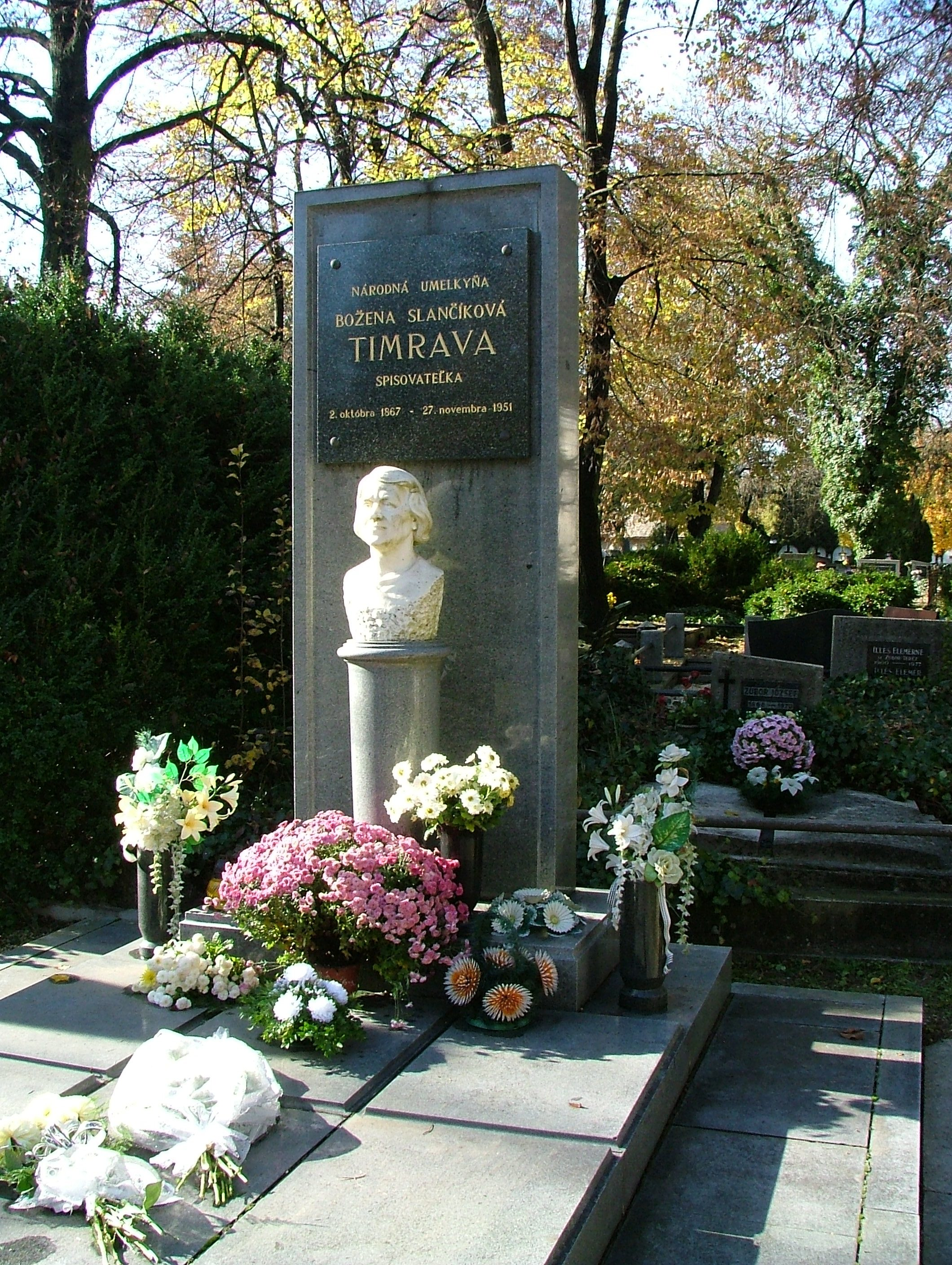
Hrob Timravy v Lučenci

- 1886 / 1897 – Pesničky, satirické verše s naznačeným nápěvem (jen rukopis)
- 1893 – Za koho ísť?, povídka, prozaický debut
- 1896 – Ondro Karman, povídka
- 1897 – Sluhove trpkosti, povídka
- 1896 – Pomocník, povídka
- 1896 – Ťažké položenie, novela
- 1897 – Tak je darmo, novela
- 1898 – Pozde, novela
- 1899 – Bál, novela
- 1899 – Nemilí, novela
- 1900 – Boj, novela
- 1902 – Skúsenosť, novela vycházející z její vlastní zkušenosti v období, kdy byla společnicí (dílo vyšlo „recenzováno“, přesto byly osoby v její novele lehce rozpoznatelné)
- 1904 – Na jednom dvore, novela
- 1904 – Veľký majster, novela
- 1904 – Pódi sa žení, povídka
- 1905 – Bez hrdosti, novela
- 1906 – Šťastie, novela
- 1907 – Tá zem vábna…, novela
- 1908 – Márnosť všetko, novela
- 1909 – Ondro Hľonzo
- 1910 – V predvečer
- 1911 – Žiadna radosť
- 1912 – Strašný koniec, povídka
- 1913 – Príde čas
- 1914 – Ťapákovci, novela
- 1917 – V čase vojny, povídka o 1. světové válce
- 1918 – Hrdinovia, novela
- 1921 – Chudobná rodina, divadelní hra
- 1921 – Skon Paľa Ročku, novela
- 1923 – Páva, divadelná hra
- 1926 – Všetko za národ
- 1934 – Odpoveď, divadelní hra (uveřejněno jen druhé dějství)
- 1936 – Dve doby, novela
- 1938 – Záplava, poslední novela
- Prekážky, divadelní hra

### V češtině
- Slovenská novellistika; uspořádal Jindřich Wallenfels. Část II.; Únos – Ján Čaják; Slivovica – Anton Bielek; Tá zem vábna – Timrava; Kapitánka – Hana Gregorová; Slovo lásky – Janko Jesenský; Svetlonos – Anna Janovská; Na násypoch – Vladimír Hurban-Vladimírov.  Praha: František Šimáček, 1918
- Dedinské povesti – Praha: František Topič, 1920
- Hrdinovia: obraz zo svetovej vojny – předmluva J. Hamaliar. Praha: Leopold Mazáč, 1928
- Všetko za národ – Praha: L. Mazáč, 1930
- Zkušenost – vybral Karol Rosenbaum; přeložil, úvodem a vysvětlivkami opatřil Jan Linhart; ilustroval Karel Štika. Praha: SNKLHU, 1958